# Lời nguyền bóng đêm (phim)
Lời nguyền bóng đêm (tiếng Anh: Dark Shadows) là bộ phim điện ảnh Mỹ, do Tim Burton đạo diễn, là bản phim nối tiếp các phim trước 1970 và 1971, và dựa theo vở opera Dark Shadows công chiếu trên mạng lưới truyền hình ABC từ năm 1966-1971. Phim có sự tham gia của Johnny Depp, Eva Green, Michelle Pfeiffer, dự kiến công chiếu giữa năm 2012.

## Nội dung
(Phần dưới đây có thể cho bạn biết trước nội dung phim)
Năm 1752, Barnabas, cậu chủ nhỏ của gia đình Collins, lên tàu ra khơi từ thành phố Liverpool, Anh để tới châu Phi bắt đầu cuộc sống mới. Hai thập kỷ sau, dòng họ Collins trở thành những người quyền lực nhất ở Collinsport, Maine, Mỹ. Là một tay chơi có hạng nhưng Barnabas lại phạm phải một sai lầm mà anh không bao giờ có thể tưởng tượng nổi – làm tan nát trái tim của Angelique Bouchard – một người hầu trong gia đình mình và cũng là một phù thủy.
Angelique phù phép giết chết cha mẹ Barnabas, nguyền rủa anh trở thành một con ma cà rồng và khiến Barnabas bị chôn sống.Hai thế kỷ sau, Barnabas tỉnh lại và sống ở thời điểm 1972, với nhiều thay đổi lớn. Anh trở lại trang viên Collinwood và thấy rằng dinh thự hoành tráng ngày nào của mình giờ chỉ còn là một ngôi nhà u ám, bị bao phủ bởi bóng đêm. Những thành viên đời sau của gia đình Collins kỳ quặc không kém bộ dạng Barnabas lúc bấy giờ và mỗi người đều có những bí mật riêng. Sự bí ẩn càng lan tỏa khắp trang viên khi cô gái trẻ Victoria Winters tới nhận làm gia sư cho cậu bé David tự kỷ. Cùng lúc này, mụ phù thủy Angelique xuất hiện trở lại và quyết chiếm bằng được trái tim của Barnabas.

## Diễn viên
- Johnny Depp trong vai Barnabas Collins, và Thomas McDonell đóng Barnabas trẻ.
- Eva Green trong vai Angelique Bouchard
- Michelle Pfeiffer trong vai Elizabeth Collins Stoddard
- Jonny Lee Miller trong vai Roger Collins,
- Chloë Moretz trong vai Carolyn Stoddard
- Gulliver McGrath trong vai David Collins
- Helena Bonham Carter trong vai Dr. Julia Hoffman
- Jackie Earle Haley trong vai Willie Loomis
- Bella Heathcote trong vai Victoria Winters
- Ray Shirley trong vai Mrs. Johnson
- Ivan Kaye trong vai Joshua Collins,
- Christopher Lee trong vai Bill Malloy
- Alice Cooper trong vai chính anh ấy